# Front Page Sports Football
Pour les articles homonymes, voir Frontpage (homonymie).
Front Page Sports Football est une série de jeux vidéo de football américain créée par Sierra Entertainment.

## Liste des titres
- Front Page Sports Football (1992) - DOS
- Front Page Sports Football Pro (1993) - DOS
- Front Page Sports Football Pro '95 (1994) - DOS
- Front Page Sports Football Pro '96 (1995) - DOS[1],[2]
- Front Page Sports Football Pro '97 (1996) - Windows
- Front Page Sports Football Pro '98 (1997) - Windows
- Sierra Sports NFL Football Pro '99 (1998) - Windows
- Sierra Sports NFL Football Pro 2000 (annulé)
- Front Page Sports Football (2014), développé par Cyanide - Windows